# Jeremy Kleiner
Jeremy Kleiner (1976) es una productor de cine estadounidense. Fue presidenta fundadora de Plan B Entertainment y actualmente es CoPresidenta con Dede Gardner desde 2013. Ha ganado dos Premios Óscar por haber sido el productor de 12 años de esclavitud (2013) y Moonlight (2016). 

## Biografía
Kleiner nació en el seno de una familia judía Fue a la Universidad de Harvard, donde ganó el Premio Detur Book, el Premio Thomas T. Hoopes, y fue elegido Phi Beta Kappa antes de graduarse en 1998.

## Carrera
Kleiner trabajó como ejecutivo de creación para The Donners' Company. En 2003, se unió a la Plan B Entertainment, trabajando para ascender desde ejecutivo creativo hasta productor. Desde 2013, fue ascendido a copresidente de Plan B Entertainment junto a Dede Gardner. Fue nominado al Óscar a la mejor película en cinco ocasiones 12 años de esclavitud (2013), Selma (2014), La gran apuesta (2015) y Moonlight (2016) y El vicio del poder (2018), ganando por 12 Years a Slave y Moonlight.

## Filmografía
Cine
| Año  | Título en España                        | Título original                     | Notas                |
| ---- | --------------------------------------- | ----------------------------------- | -------------------- |
| 2009 | La vida privada de Pippa Lee            | The Private Lives of Pippa Lee      | Productor ejecutivo  |
| 2010 | Come Reza Ama                           | Eat Pray Love                       | Productor ejecutivo  |
| 2010 | Kick-Ass                                | Kick-Ass                            | Productor ejecutivo  |
| 2013 | Guerra mundial Z                        | World War Z                         |                      |
| 2013 | 12 años de esclavitud                   | 12 Years a Slave                    |                      |
| 2014 | Nightingale                             | Nightingale                         |                      |
| 2014 | Selma                                   |                                     |                      |
| 2015 | Una historia real                       | True Story                          |                      |
| 2015 | La gran apuesta                         | The Big Short                       |                      |
| 2016 | Moonlight                               | Moonlight                           |                      |
| 2016 | Z, la ciudad perdida                    | The Lost City of Z                  |                      |
| 2017 | Okja                                    | Okja                                |                      |
| 2017 | Máquina de guerra                       | War Machine                         |                      |
| 2017 | Qué fue de Brad                         | Brad's Status                       |                      |
| 2018 | Beautiful Boy: Siempre serás mi hijo    | Beautiful Boy                       |                      |
| 2018 | El blues de Beale Street                | If Beale Street Could Talk          |                      |
| 2018 | El vicio del poder                      | Vice                                |                      |
| 2019 | El último hombre negro en San Francisco | The Last Black Man in San Francisco |                      |
| 2019 | Ad Astra                                |                                     |                      |
| 2019 | The King                                |                                     |                      |
| 2020 | Cómo sobrevivir en un mundo material    | Kajillionaire                       |                      |
| 2020 | Minari                                  |                                     |                      |
| 2020 | Un plan irresistible                    | Irresistible                        |                      |
| 2022 | El padre de la novia                    | Father of the Bride                 |                      |
| 2022 | Ellas hablan                            | Women Talking                       |                      |
| 2022 | Blonde                                  |                                     |                      |
| 2022 | Al descubierto                          | She Said                            |                      |
| 2023 | Paisaje con mano invisible              | Landscape with Invisible Hand       |                      |
| 2024 | Bob Marley: One Love                    | Bob Marley: One Love                |                      |
| 2024 | Beetlejuice Beetlejuice                 |                                     |                      |
| 2024 | Apocalypse in the Tropics               | Apocalypse in the Tropics           | Productora ejecutiva |
| 2024 | Wolfs                                   |                                     |                      |
| 2024 | Los chicos de la Nickel                 | Nickel Boys                         |                      |
| 2025 | Mickey 17                               | Mickey 17                           |                      |
| 2025 | Olmo                                    |                                     |                      |
| 2025 | F1                                      |                                     |                      |
| —    | The Tiger                               |                                     |                      |
| —    | Wizards!                                |                                     |                      |
| —    | Wrong Answer                            |                                     |                      |

Televisión
| Año     | Título                       | Crédito             | Notas              | Ref. |
| ------- | ---------------------------- | ------------------- | ------------------ | ---- |
| 2014    | Deadbeat                     |                     |                    |      |
| 2014    | Resurrection                 | Productor ejecutivo |                    |      |
| 2017    | Monsters of God              | Productor ejecutivo | Piloto             |      |
| 2016−19 | The OA                       | Productor ejecutivo |                    |      |
| 2018−19 | Sweetbitter                  | Productor ejecutivo |                    |      |
| 2020    | The Third Day: Autumn        | Productor ejecutivo | Television special |      |
| 2020    | El tercer día                | Productor ejecutivo |                    |      |
| 2021    | El ferrocarril subterráneo   | Productor ejecutivo |                    |      |
| 2020−21 | Lego Masters                 | Productor ejecutivo |                    |      |
| 2022    | Outer Range                  | Productor ejecutivo |                    |      |
| 2022    | Paper Girls                  | Productor ejecutivo |                    |      |
| 2022    | High School                  | Productor ejecutivo |                    |      |
| 2024    | El problema de los 3 cuerpos | Productor ejecutivo |                    |      |
| 2025    | Adolescencia                 | Productor ejecutivo |                    |      |
| —       | Wytches                      |                     |                    |      |

## Premios y nominaciones
Premios Óscar
| Año  | Categoría      | Película              | Resultado |
| ---- | -------------- | --------------------- | --------- |
| 2012 | Mejor película | El árbol de la vida   | Nominado  |
| 2014 | Mejor película | 12 años de esclavitud | Ganador   |
| 2015 | Mejor película | Selma                 | Nominado  |
| 2016 | Mejor película | La gran apuesta       | Nominado  |
| 2017 | Mejor película | Moonlight             | Ganador   |
| 2019 | Mejor película | El vicio del poder    | Nominado  |
| 2023 | Mejor película | Ellas hablan          | Nominado  |
| 2025 | Mejor película | Nickel Boys           | Nominado  |

Premios AACTA
| Año  | Categoría      | Película              | Resultado |
| ---- | -------------- | --------------------- | --------- |
| 2011 | Mejor película | El árbol de la vida   | Nominado  |
| 2013 | Mejor película | 12 años de esclavitud | Nominado  |
| 2015 | Mejor película | La gran apuesta       | Nominado  |

American Film Institute
| Año  | Categoría    | Película              | Resultado |
| ---- | ------------ | --------------------- | --------- |
| 2011 | Top 10 Films | El árbol de la vida   | Ganador   |
| 2013 | Top 10 Films | 12 años de esclavitud | Ganador   |
| 2014 | Top 10 Films | Selma                 | Ganador   |
| 2015 | Top 10 Films | La gran apuesta       | Ganador   |
| 2016 | Top 10 Films | Moonlight             | Ganador   |

Alianza de Mujeres Periodistas de Cine
| Año  | Categoría      | Película              | Resultado |
| ---- | -------------- | --------------------- | --------- |
| 2013 | Mejor película | 12 años de esclavitud | Ganador   |
| 2014 | Mejor película | Selma                 | Nominado  |

Festival Estadounidense de Cine Negro
| Año  | Categoría      | Película              | Resultado |
| ---- | -------------- | --------------------- | --------- |
| 2013 | Mejor película | 12 años de esclavitud | Nominado  |

Awards Circuit Community Awards
| Año  | Categoría      | Película                                                   | Resultado |
| ---- | -------------- | ---------------------------------------------------------- | --------- |
| 2007 | Mejor película | The Assassination of Jesse James by the Coward Robert Ford | Nominado  |
| 2011 | Mejor película | El árbol de la vida                                        | Nominado  |
| 2013 | Mejor película | 12 años de esclavitud                                      | Nominado  |
| 2014 | Mejor película | Selma                                                      | Nominado  |

Premios Black Reel
| Año  | Categoría      | Película              | Resultado |
| ---- | -------------- | --------------------- | --------- |
| 2013 | Mejor película | 12 años de esclavitud | Ganador   |
| 2014 | Mejor película | Selma                 | Ganador   |
| 2016 | Mejor película | Moonlight             | Ganador   |

Premios BAFTA
| Año  | Categoría      | Película              | Resultado |
| ---- | -------------- | --------------------- | --------- |
| 2013 | Mejor película | 12 años de esclavitud | Ganador   |
| 2015 | Mejor película | La gran apuesta       | Nominado  |
| 2016 | Mejor película | Moonlight             | Nominado  |

Premios CinEuphoria
| Año  | Categoría                    | Película              | Resultado |
| ---- | ---------------------------- | --------------------- | --------- |
| 2013 | Mejor película internacional | 12 años de esclavitud | Nominado  |

Premios Golden Raspberry
| Año  | Categoría     | Película | Resultado |
| ---- | ------------- | -------- | --------- |
| 2023 | Peor película | Blonde   | Ganador   |

Premios Gotham
| Año  | Categoría      | Película              | Resultado |
| ---- | -------------- | --------------------- | --------- |
| 2011 | Mejor película | El árbol de la vida   | Ganador   |
| 2013 | Mejor película | 12 años de esclavitud | Nominado  |
| 2013 | Audience Award | 12 años de esclavitud | Nominado  |

Premios Independent Spirit
| Año  | Categoría      | Película              | Resultado |
| ---- | -------------- | --------------------- | --------- |
| 2007 | Mejor película | Un corazón invencible | Nominado  |
| 2013 | Mejor película | 12 años de esclavitud | Ganador   |
| 2014 | Mejor película | Selma                 | Nominado  |

Italian Online Movie Awards
| Año  | Categoría      | Película              | Resultado |
| ---- | -------------- | --------------------- | --------- |
| 2013 | Mejor película | 12 años de esclavitud | Nominado  |

Online Film & Television Association Awards
| Año  | Categoría      | Película                                                   | Resultado |
| ---- | -------------- | ---------------------------------------------------------- | --------- |
| 2007 | Mejor película | The Assassination of Jesse James by the Coward Robert Ford | Nominado  |
| 2013 | Mejor película | 12 años de esclavitud                                      | Ganador   |
| 2014 | Mejor película | Selma                                                      | Nominado  |
| 2015 | Mejor película | La gran apuesta                                            | Nominado  |

Premios Emmy
| Año  | Categoría               | Trabajo          | Resultado |
| ---- | ----------------------- | ---------------- | --------- |
| 2014 | Emmy al mejor telefilme | The Normal Heart | Ganador   |
| 2015 | Emmy al mejor telefilme | Nightingale      | Nominado  |

Gremio de Productores de América
| Año  | Categoría                      | Película              | Resultado |
| ---- | ------------------------------ | --------------------- | --------- |
| 2013 | Mejor película                 | 12 años de esclavitud | Ganador   |
| 2014 | Mejor producción de televisión | The Normal Heart      | Nominado  |
| 2014 | Premio Stanley Kramer          | The Normal Heart      | Ganador   |
| 2014 | Premio Visionary               | Premio Visionary      | Ganador   |
| 2015 | Mejor película                 | La gran apuesta       | Ganador   |
| 2016 | Mejor película                 | Moonlight             | Nominado  |
| 2018 | Mejor película                 | El vicio del poder    | Nominado  |